# Пчолкіна Уляна Олегівна
Уля́на Оле́гівна Пчо́лкіна (10 жовтня 1983, Київ) — українська каратистка, громадська діячка, телеведуча. Фіналістка конкурсу краси Miss Wheelchair World 2017, Польща, Варшава, Жінка ІІІ тисячоліття 2016 [Архівовано 18 серпня 2019 у Wayback Machine.], Жінка України 2019 [Архівовано 18 серпня 2019 у Wayback Machine.]

## Ранні роки
Народилась 10 жовтня 1983 року в м. Київ УРСР. Виросла у Ворзелі, Київська область. Навчалась у Ірпінській школі I-III ступенів № 5 в селищі Ворзель.
У 16 років Пчолкіна потрапила в ДТП. Через необережність одного з пасажирів водій втратив керування, і мотоцикл злетів у кювет. Внаслідок аварії Пчолкіна зламала грудний відділ і відтоді пересувається на візку.
Освіту здобула у Відкритому міжнародному університеті «Україна» (2015). Отримала диплом викладачки ВНЗ з відзнакою. Як магістр із фізичної реабілітації у таборах надає допомогу в адаптаційному періоді людям з травмами.

## Спортивна кар’єра
Перші світові нагороди почала здобувати з ката  2014 року. 
Перша чемпіонка світу з карате, категорія ката, жінки на колясках, 2014 Бремен, Німеччина, 
Чемпіонка України з карате серед людей на колясках, 2014,
Переможниця і призерка чемпіонатів України з карате, ката на інвалідних колясках,2015,
Срібна призерка чемпіонату Європи серед людей на колясках, 2015 Ломель,Бельгія,
Срібна призерка чемпіонату світу з карате в категорії ката на колясках, 2016, Лінц, Австрія.
У липні 2015 року дала інтерв’ю «Друге життя» щодо своїх перемог та поділилась мотивацією .

## Кар'єра на телебаченні
На телебаченні працює з вересня 2015 року. Працювала телеведучою новин на каналі NewsOne, вела програму «Медреформа: реалії» на каналі «Надія».

## Особисте життя
Одружена з Віталієм Пчолкіним із серпня 2015 року.

## Громадська діяльність
Працює інструкторкою на таборах активної реабілітації з 2007 року. Виступає волонтеркою від громадської організації, допомагає людям з травмами. Організаторка таборів з 2010. 
З 2008 року стала Головою осередку в Київській області ГО «Група активної реабілітації», увійшла до правління ГО «група активної реабілітації» у 2016 році.

## Благодійність
17 квітня 2016 року Уляна Пчолкіна взяла участь у благодійному марафоні «Біжу заради немовлят». 
7 травня 2017 року подружжя Пчолкіних взяло участь у благодійному забігу «Wings For Life World Run» .

## Міс світу на кріслі колісному
У жовтні 2017 року в конкурсі «Міс світу на візку» від України взяли участь дві конкурсантки: телеведуча Уляна Пчолкіна та фотомодель Оксана Кононець. Пчолкіна вийшла до фіналу конкурсу.

## Інші нагороди
- Перша віцеміс Всеукраїнського конкурсу краси «Краса без обмежень-2012» та міс «Дружба»
- Лауреатка Всеукраїнської премії «Жінка III тисячоліття». У номінації «Рейтинг» за 2016 рік.